# Moulins-sur-Céphons

Moulins-sur-Céphons este o comună în departamentul Indre, Franța. În 1 ianuarie 2022 avea o populație de 277 de locuitori.